# Tiraz
 (octobre 2023).
La mise en forme du texte ne suit pas les recommandations de Wikipédia : il faut le « wikifier ».
Les points d'amélioration suivants sont les cas les plus fréquents :
- Les titres sont pré-formatés par le logiciel. Ils ne sont ni en capitales, ni en gras.
- Le texte ne doit pas être écrit en capitales (les noms de famille non plus), ni en gras, ni en italique, ni en « petit »…
- Le gras n'est utilisé que pour surligner le titre de l'article dans l'introduction, une seule fois.
- L'italique est rarement utilisé : mots en langue étrangère, titres d'œuvres, noms de bateaux, etc.
- Les citations ne sont pas en italique mais en corps de texte normal. Elles sont entourées par des guillemets français : « et ».
- Les listes à puces sont à éviter, des paragraphes rédigés étant largement préférés. Les tableaux sont à réserver à la présentation de données structurées (résultats, etc.).
- Les appels de note de bas de page (petits chiffres en exposant, introduits par l'outil «  Source ») sont à placer entre la fin de phrase et le point final[comme ça].
- Les liens internes (vers d'autres articles de Wikipédia) sont à choisir avec parcimonie. Créez des liens vers des articles approfondissant le sujet. Les termes génériques sans rapport avec le sujet sont à éviter, ainsi que les répétitions de liens vers un même terme.
- Les liens externes sont à placer uniquement dans une section « Liens externes », à la fin de l'article. Ces liens sont à choisir avec parcimonie suivant les règles définies. Si un lien sert de source à l'article, son insertion dans le texte est à faire par les notes de bas de page.
- La présentation des références doit suivre les conventions bibliographiques. Il est recommandé d'utiliser les modèles {{Ouvrage}}, {{Chapitre}}, {{Article}}, {{Lien web}} et/ou {{Bibliographie}}. Le mode d'édition visuel peut mettre en forme automatiquement les références.
- Insérer une infobox (cadre d'informations à droite) n'est pas obligatoire pour parachever la mise en page.

Pour une aide détaillée, merci de consulter Aide:Wikification.
Si vous pensez que ces points ont été résolus, vous pouvez retirer ce bandeau et améliorer la mise en forme d'un autre article.
Les Tiraz  (arabe : طراز, romanisé :  ṭirāz ; persan : تراز tarāz/terāz) sont des broderies islamiques médiévales, généralement sous la forme de brassards cousus sur des robes d'honneur. Ils étaient décernés à des fonctionnaires de haut rang qui faisaient preuve de loyauté envers le califat et offerts en cadeau à des personnalités distinguées. Ils portaient généralement les noms des dirigeants, étaient brodés de fils de métaux précieux et décorés de motifs complexes. Tiraz était un symbole de pouvoir ; leur production et leur exportation étaient strictement réglementées et supervisées par un fonctionnaire nommé par le gouvernement. ls ont très probablement été influencés par le tablion, une pièce décorée ajoutée au corps du manteau comme insigne de rang ou de position dans les vêtements romains tardifs et byzantins.

## Étymologie
L'origine ultime de ce mot est le persan : دَرْز, romanisé :  darz « broderie ». Le mot tiraz peut être utilisé pour désigner les textiles eux-mêmes, mais il est principalement utilisé comme terme pour les textiles médiévaux avec une inscription arabe, ou pour la bande d'inscription calligraphique dessus, ou pour les usines qui produisaient les textiles (appelées comme le dar al-tiraz).
Tiraz est également connu sous le nom de taraziden en persan.

## Influence et culture
Bien que le terme tiraz soit applicable à tout textile de luxe antérieur à 1500 CE, il est principalement attribué aux textiles de luxe du monde islamique portant une inscription arabe.Avant le califat omeyyade, ces textiles portaient à l'origine une écriture grecque, mais avec la succession du calife Abd al-Malik ibn Marwan est venue l'implémentation de l'écriture arabe sur les textiles. Le premier textile datable avec une bande de tiraz remonte au califat omeyyade, attribué au dirigeant Marwan I ou Marwan II, bien qu'il existe un consensus général sur le fait que le tiraz était destiné à ce dernier calife.
D'une certaine manière, l'idée du tiraz s'est développée à partir d'un langage visuel de pouvoir hérité des Sassanides. Avant leur conversion à l'islam, la monarchie sassanide, englobant l'Irak et l'Iran actuels, utilisait un système symbolique basé sur des chiffres pour établir la légitimité d'un monarque, marquant les pièces de monnaie, les textiles gouvernementaux et d'autres objets à son effigie ou avec le symbolisme associé. Les brassards n’étaient pas le seul objet que les califes choisissaient de marquer de leur nom. Les vêtements tels que les turbans et les manches, les robes d'honneur, les coussins, les rideaux, les couvertures de chameaux et même les cors des musiciens de la cour seraient ornés du tiraz du calife.Les turbans, ou taj, sont également synonymes du mot « couronne ». Une fois l’Islam introduit et accepté, les dirigeants musulmans ont remplacé les personnages par leurs noms et des textes louant Dieu. À cette époque, les bandes d'écriture trouvées sur les mosquées étaient également appelées tiraz, ce qui rend le terme applicable à un large éventail de supports.
À mesure que le califat omeyyade prospérait en Espagne, l'influence du tiraz s'étendit aux pays européens voisins ainsi qu'à leur art et leur symbolisme. Le manteau de Roger II en est un excellent exemple car il contient une inscription brodée le long du bord du bas des insignes. L' écriture coufique utilise une diction fleurie, citant la tradition tiraz, et accorde des bénédictions au dirigeant. Étant donné que l'arabe n'était pas la langue principale du roi normand, ni de la Sicile, et que la décoration de la cheminée utilisait des motifs traditionnels réservés aux califes, les insignes étaient une nette influence de la puissance conquise qu'était le califat omeyyade. Bien qu'il ait été mis en œuvre dans un environnement européen, le vêtement serait fabriqué par des artisans musulmans dans un atelier situé à Palerme, en Sicile. L'esthétique textile islamique peut également être retrouvée dans l'œuvre de Giotto, "Vierge à l'Enfant", car le motif autour de la tête de la Madone imite l'écriture coufique et s'appuie finalement sur l'influence du tiraz comme symbole de pouvoir.

## Histoire du code vestimentaire
La notion de code vestimentaire dans le monde islamique a évolué au début de l’expansion du nouvel empire. À mesure que l’empire s’étendait, des divisions culturelles se sont établies, chacune avec son propre code vestimentaire. Les Arabes, minorité dans leur propre empire, se distinguèrent en établissant une règle qui initierait la différenciation (ghiyar) pour maintenir l'identité. Une réglementation de ce type a été attribuée pour la première fois au calife Umar (r. 634-644) dans le soi-disant Pacte d'Umar, une liste de droits et de restrictions imposés aux non-musulmans protégés (dhimmi) qui garantiraient la sécurité de leurs personnes, familles, et les possessions. À mesure que le système vestimentaire évoluait, l’application de la règle évoluait également. Des exigences ont également été appliquées à l’armée arabe ; par exemple, il était interdit aux guerriers arabes installés dans les provinces orientales de porter le caftan et les leggings persans.
À la fin du califat omeyyade, au milieu du VIIIe siècle, le code vestimentaire était devenu moins strict. Les Arabes vivant dans des provinces reculées telles que le Khurasan s'étaient assimilés à la culture locale, y compris dans leur façon de s'habiller.
La tendance à s'éloigner du système vestimentaire plus strict s'est également produite chez les hauts fonctionnaires, même dans les premiers temps. Il a été rapporté que les dirigeants arabes de la dynastie des Omeyyades portaient déjà des manteaux de style persan, avec des pantalons et des turbans qalansuwa. Les hauts fonctionnaires omeyyades ont également adopté la coutume de porter des vêtements luxueux en soie, satin et brocart, à l'imitation des cours byzantines et sassanides. Suivant la tradition des dirigeants byzantins et perses, les Omeyyades ont également créé des usines d’État pour produire le tiraz. Les vêtements Tiraz indiquent à qui celui qui les portait était fidèle, au moyen d'une inscription (par exemple le nom du calife au pouvoir), semblable à la frappe du nom du calife sur les pièces de monnaie (sikka).
Les bandes de Tiraz étaient présentées aux sujets fidèles lors d'une cérémonie formelle, connue sous le nom de cérémonie du khil'a (« robe d'honneur »), qui remonte à l'époque du prophète Mahomet. Des bandes de tiraz en or de haute qualité, brodées sur des robes de soie, étaient décernées aux vizirs et autres hauts fonctionnaires méritants ; la qualité du tiraz reflétait l'influence (et la richesse) du destinataire.
Les Abbassides ont ensuite succédé aux Omeyyades en 750 de notre ère, mais le tiraz conservait toujours son ancien rôle symbolique de pouvoir et de propagande. Le tiraz avait une telle influence dans le contexte politique du califat abbasside qu’il fut parfois utilisé comme moyen d’usurpation. Cela a pu être vu avec la nomination d' al-Muwaffaq, une force très influente au sein du califat, comme vice-roi de l'Est en 875 de notre ère par son frère, le calife al-Muʿtamid. La succession s'est avérée être une menace pour Ahmad ibn Tulun, le gouverneur turc d'Égypte, car al-Muwaffaq avait éteint ses efforts pour déstabiliser son contrôle, celui d'al-Muwaffaq. En représailles d'Ibn Tulun, il a cessé de mentionner al-Muwaffaq sur les inscriptions du tiraz, qui soulignaient l'importance du tiraz dans le contexte politique et son influence sur le statut courtois aux yeux du public.
Avec la propagation de l’Islam est apparue la montée des califats, déclenchant un changement de paradigme dans le rôle du tiraz. L'emprise du califat abbasside s'est affaiblie à mesure qu'ils ont perdu le contrôle de leurs armées d'esclaves turques et que les Fatimides d'Égypte et les Omeyyades d'Espagne ont commencé à établir leur domination. À la cour fatimide, les décorations guillochées ont commencé à être utilisées et un nouveau concept de juxtaposition de figures avec du texte a été introduit en raison de l'influence romaine. Grâce à leur création, les Fatimides ont apporté avec eux une nouvelle utilisation du tiraz : accorder des robes d'honneur dans un contexte non judiciaire. À mesure que la coutume de décerner des robes d'honneur se répandait, les studios publics ('amma) commencèrent à imiter la coutume de décerner des tiraz en produisant leur propre tiraz pour un usage public. Dans l'Égypte fatimide, les personnes qui pouvaient se permettre la 'amma tiraz organisaient leur propre cérémonie de « khil'a » en l'honneur de leur famille et de leurs amis, comme le montrent les documents de la Geniza du Caire et les reliques trouvées au Caire. Ces « tiraz publics » étaient considérés comme des trésors familiaux et transmis en héritage. Des Tiraz ont également été offerts en cadeau. Un souverain d'Andalousie aurait présenté un tiraz à un autre souverain d'Afrique du Nord.
Le Tiraz était également utilisé dans les rituels funéraires. Dans la tradition funéraire égyptienne fatimide, un bandeau tiraz était enroulé autour de la tête du défunt, les yeux recouverts. Les bénédictions imprégnées dans le tiraz de la cérémonie précédente du khil'a, ainsi que le fait qu'il y avait l'inscription de versets coraniques, rendraient le tiraz particulièrement adapté aux cérémonies funéraires.
Au XIIIe siècle, la production de tiraz commença à décliner. Avec l’affaiblissement du pouvoir islamique, les nobles commencèrent à vendre leurs tiraz sur le marché libre. Certains tiraz servaient de forme d'investissement où ils étaient échangés et vendus. Malgré son déclin, la production du tiraz a continué jusqu'au XIVe siècle.